# アメリカモモンガ
アメリカモモンガ (学名：Glaucomys volans) は、哺乳綱齧歯目リス科アメリカモモンガ属に分類される齧歯類。アメリカモモンガ属の模式種。

## 分布
アメリカ合衆国東部、カナダ（オンタリオ州、ケベック州）、グアテマラ、ホンジュラス、メキシコ

## 形態
出産直後の幼獣の体重は、3 - 5グラム。

## 分類
以下の亜種の分類は、Thorington & Hoffmann(2005)に従う。
- Glaucomys volans volans (Linnaeus, 1758)
- Glaucomys volans chontali Goodwin, 1961
- Glaucomys volans goldmani (Nelson, 1904)
- Glaucomys volans guerreroensisDiersing, 1980
- Glaucomys volans herreranus Goldman, 1936
- Glaucomys volans madrensis Goldman, 1936
- Glaucomys volans oaxacensis Goodwin, 1961
- Glaucomys volans querceti (Bangs, 1896)
- Glaucomys volans saturatus Howell, 1915
- Glaucomys volans texensis Howell, 1915
- Glaucomys volans underwoodi Goodwin, 1936

## 生態
落葉樹林や混交林などに生息する。アメリカ合衆国東部では主に低地に生息するが、中央アメリカでは標高1,200 - 3,000メートルの斜面にある雲霧林に生息する。種小名 volans は、ラテン語で「飛ぶ」の意。
捕食者として、ネコ・フクロウ類・ネズミヘビ類などのヘビ類などが挙げられる。
妊娠期間は約40日。平均3 - 4頭の幼獣を産む。

## 人間との関係
分布が非常に広く、種としての絶滅のおそれは低いと考えられている。
本種に限ったことではないが野生動物は細菌などを保菌しており、感染症の媒介となることもある。一例として日本では2005年に、静岡県の動物取扱業者の従業員がペット用に輸入された本種が由来のレプトスピラ症に感染した例が報告されている。従業員2名がレプトスピラ症を発病している。輸入した108頭は、炭酸ガスで安楽殺後、焼却された。患者は高熱と血尿の症状があり多臓器不全の症状を発症していた。レプトスピラ症は発症後5日以内に治療を開始しないと致死率は60％以上にのぼると患者の雇用主であった白輪剛史は認識している。2005年9月より野生由来のげっ歯目はペストや新興・再興感染症（ペスト、ラッサ熱、ハンタウイルス肺症候群、腎症候性出血熱、レプトスピラ症、野兎病、サル痘など）を媒介する可能性が高いため全面輸入禁止となった。
ペットとして飼育されることもあり、日本にも輸入されている。